# Plectiscidea peregrina
Plectiscidea peregrina là một loài tò vò trong họ Ichneumonidae.